# Johann Heinrich Füssli (politico)
Johann Heinrich Füssli o Hans Heinrich Füssli, noto anche con lo pseudonimo di Obmann (Zurigo, 3 dicembre 1745 – Zurigo, 26 dicembre 1832), è stato uno storico, politico e editore svizzero.

## Biografia
Figlio di Rudolf Füssli, fu allievo di Johann Jakob Bodmer, Johann Jakob Breitinger e Johann Jakob Steinbrüchel. Un soggiorno di studio a Ginevra tra il 1762 e il 1763 rafforzò il suo interesse per Jean-Jacques Rousseau, che visitò a Môtiers. Un viaggio a Roma gli consentì di fare la conoscenza nel 1763 di Johann Joachim Winckelmann, che segnò fortemente la sua visione dell'antichità.
A Zurigo tra il 1762 e il 1768 partecipò al cosiddetto movimento politico giovanile. Fu coeditore della rivista Der Erinnerer dal 1765 fino al 1767, data della sua soppressione. Nel 1765 entrò a far parte della Società elvetica, di cui fu segretario tra il 1773 e il 1781, e presidente dal 1782. Nel 1765 sposò la prima moglie, Maria Barbara Schulthess, figlia del commerciante Heinrich Schulthess.
Di religione riformata, fu attivo come insegnante e storico, politico, editore, letterato e redattore. Sul piano politico, fu un esponente del patriottismo moderato. Tra il 1775 e il 1785 succedette a Bodmer come professore di storia nazionale al Carolinum tra il 1775 e il 1785. Quale storico lavorò molto presto sulle fonti, tra l'altro nel corso delle ricerche su Hans Waldmann compiute nel 1780. Mise a disposizione di Johannes von Müller la sua raccolta di documenti, affinché la potesse utilizzare per la sua storia della Svizzera.
Ricoprì le più alte cariche politiche: fece parte del Gran Consiglio di Zurigo nel 1777 e del Piccolo Consiglio nel 1785; fu balivo di Erlenbach tra il 1785 e il 1790 e balivo di Horgen tra il 1790 e il 1796), membro del Consiglio segreto nel 1793, e nel 1795 Obmann (amministratore) dei beni dei conventi secolarizzati. Nell'affare di Stäfa del 1794-1795 svolse un ruolo di mediazione. Nel 1786 sposò la sua seconda moglie, Susanna Maria Magdalena Mayr, figlia del medico Johann Anton Mayr.
Durante la Repubblica Elvetica si schierò con gli unitari, divenendo membro e presidente del Consiglio legislativo tra il 1800 e il 1801, senatore nel 1802, membro del Piccolo Consiglio al Dipartimento degli interni e secondo Vicelandamano nell'aprile 1802. La caduta della Repubblica Elvetica mise fine alla sua carriera politica. A Zurigo, dove gli veniva rimproverato il cannoneggiamento della città del 1802, poté tuttavia mantenere il mandato al Gran Consiglio tra il 1803 e il 1829.
La Orell, Gessner, Füssli & Co, di cui Füssli era comproprietario, grazie alle sue conoscenze e alla sua rete di relazioni si trasformò in una delle case editrici più importanti di lingua tedesca e acquisì un orientamento illuminista, attento anche all'educazione del popolo. Curò l'edizione di diversi almanacchi, tra cui lo Schweitzerisches Museum tra il 1783 e il 1790, e il Neues Schweitzerisches Museum tra il 1793 e il 1796, e la pubblicazione dei propri discorsi e scritti. Dal 1803 fu proprietario principale della ditta Orell, Füssli & Co. Tra il 1806 e il 1820 diede alle stampe un'edizione ampliata dell'Allgemeines Künstlerlexikon, pubblicato in origine dal padre. Dal 1803 al 1821 fu redattore dello Zürcher Zeitung, noto come NZZ a partire dal 1821.